# Armenia na Mistrzostwach Świata w Lekkoatletyce 2011
Armenia na Mistrzostwach Świata w Lekkoatletyce 2011 reprezentowana była przez dwoje zawodników.

## Występy reprezentantów Armenii

### Mężczyźni

#### Konkurencje biegowe
| Konkurencja   | Zawodnik          | Runda 1  | Runda 1 | Runda 2      | Runda 2 | Półfinał | Półfinał | Finał    | Finał   |
| Konkurencja   | Zawodnik          | Rezultat | Pozycja | Rezultat     | Pozycja | Rezultat | Pozycja  | Rezultat | Pozycja |
| ------------- | ----------------- | -------- | ------- | ------------ | ------- | -------- | -------- | -------- | ------- |
| Bieg na 800 m | Aszot Hajrapetjan |          |         | 1:50,09 (PB) | 36      |          |          |          |         |

### Kobiety

#### Konkurencje biegowe
| Konkurencja       | Zawodniczka      | Runda 1    | Runda 1 | Runda 2  | Runda 2 | Półfinał | Półfinał | Finał    | Finał   |
| Konkurencja       | Zawodniczka      | Rezultat   | Pozycja | Rezultat | Pozycja | Rezultat | Pozycja  | Rezultat | Pozycja |
| ----------------- | ---------------- | ---------- | ------- | -------- | ------- | -------- | -------- | -------- | ------- |
| Bieg na 400 m ppł | Amalija Szarojan | 58,54 (NR) | 32      |          |         |          |          |          |         |